# Titan Cement

cementownia w Drepano

Titan Cement – greckie przedsiębiorstwo przemysłowe specjalizujące się w produkcji cementu.
Przedsiębiorstwo zostało założone w 1902 roku, uruchomiono wówczas pierwszą fabrykę cementu w Eleusis. W 1911 zostało ono przekształcone w spółkę akcyjną, a rok później wprowadzone na Giełdę Papierów Wartościowych w Atenach. W 1962 roku uruchomiono drugą wytwórnię cementu zlokalizowaną w miejscowości Efkarpia w pobliżu Salonik, kolejne powstały w 1968 w Drepano i w 1976 w Kamari koło Aten.  
W latach 90. XX wieku spółka dokonała szeregu akwizycji uzyskując nabywając kontrolne pakiety akcji spółek Roanoke Cement w USA (1992), Plevenski Cement w Bułgarii (1998), Cementarnica Usje w Macedonii (1998),  Beni Suef Cement w Egipcie (poprzez spółkę joint venture z Lafarge).  